# Phaneropterops piracicabensis
Phaneropterops piracicabensis är en insektsart som beskrevs av Piza Jr. 1971. Phaneropterops piracicabensis ingår i släktet Phaneropterops och familjen vårtbitare. Inga underarter finns listade i Catalogue of Life.